# Michael Valeur
Michael Valeur (født 6. juli 1961) er en dansk forfatter og lyriker. Hans produktion spænder over en bred vifte af formater såsom digte, romaner, computerspil, interaktive fiktioner, dramatik og museumsinstallationer.

## Prosa og Lyrik
I 1980'erne var Michael Valeur en del af den danske punkbevægelse, hvor han i samarbejde med musikeren Jesper Siberg udgav Mørkets splintrede øje (Irmgardz,1981), Det drejende punkt (Ziggy, 1984) og Kærlighed til kniven (SAM,1985), der alle kombinerer digte og elektronisk musik. I 1993 fulgte novellesamlingen Jessica, Lena, Martha (Borgen,1993) der beskriver tre kvindeskæbner. Herefter fulgte en lang periode, hvor Michael Valeur arbejdede med computerspil, interaktiv fiktion og dramatik, men i 2010'erne vendte han atter tilbage til prosa og lyrik i form af novellesamlingen Dyrk ikke natten (Chokoladefabrikken 2013) digtsamlingen Smykkedigte (Chokoladefabrikken 2014) og den historiske roman Hjemløs (Chokoladefabrikken 2018).

## Computerspil og interaktive fiktioner
I 1990'erne blev Michael Valeur involveret i udvikling af computerspil og interaktive fiktioner. Dette omfatter nogle af de tidligste eksperimenterende titler i dansk computerspillene Blackout (spil og roman, Deadline games 1997) og Englen (Interaktiv tegneserie, Deadline games 1999) samt radiodramaet Bagsædestrisser (DR 2000), som Michael Valeur skrev manuskripterne til. Det omfatter også en lang række børnespil, herunder Spøgelse med forkølelse (Børnespil, Savannah 1998), Skeletter med kasketter (Børnespil, Savannah 1998), Bellinis bikini (Savannah 1999), Onkel Bellinis hemmeligheder (Savannah 2000) Ostekrigen på mælkevejen (Savannah 2000) og Mus'ik (Kongo Interactive 2006). Børnespillene fra Savannah var blandt andet kendt for at bryde med den belærerende form, mange computerspil til børn havde i tiden, og introducere en mere legenge og fræk tone. De dannede også udgangspunkt for børneromanen Spion i Bellinis Kælder (Savannah 2000), der i 2016 blev udgivet til iPad i en interaktiv variant under titlen Bellinis kælder (Savannah 2016).

## Dramatik
Sideløbende med computerspillene har Michael Valeur arbejdet med dramatik i varierende afskygninger, herunder Theremin (2004) og Sandbarnet (2007) i samarbejde med Hotel Pro Forma. Han har endvidere skrevet manuskript til Robottens anatomi (2009) i samarbejde med Videnskabsteatret i Odense og børneforestillingerne Carl (2015) og Ingens Verdens Ting (2016) i samarbejde med Grønnegade teater.

## Museumsinstallationer
Michael Valeur været med til at udvikle flere museumsinstallationer, der formidler viden og fortællinger gennem det fysiske rum. Dette inkluderer for eksempel Ego-trap (Experimentarium, 2006), Sanser (Experimentarium 2006), Fanget i fortiden (Københavns Befæstning 2011) og Flugten fra Fattigdommen (Forsorgsmuseet 2014). Michael Valeur har endvidere bidraget til Eva Kochs installation Villar - Manuelas Børn af Eva Koch der blev udstillet på Statens Museum for kunst i 2004.